# Giulio Tonti
Giulio Tonti (Rome, 9 december 1844 - aldaar, 11 december 1918) was een Italiaans geestelijke en kardinaal van de Rooms-Katholieke Kerk.
Tonti bezocht het Pauselijk Romeins Seminarie en promoveerde in zowel de filosofie, theologie als de beide rechten. Hij werd op 21 december 1867 priester gewijd. Hij werd daarna professor in de godgeleerdheid aan het Pauselijk Athenaeum Urbaniana De Propaganda Fide in Rome. In 1879 trad hij in dienst bij de Romeinse Curie, waar hij medewerker werd van de afdeling buitengewone aangelegenheden van de kerk. Als zodanig werkte hij als auditor op de apostolische nuntiatuur in Parijs. Vanaf 1882 was hij tien jaar lang verbonden aan de nuntiatuur in Portugal.
Op 11 juli 1892 benoemde paus Leo XIII hem tot titulair bisschop van Samos en tot apostolisch delegaat in Santo Domingo. Haïti en Venezuela. In 1894 werd hij bevorderd tot aartsbisschop van Port-au-Prince. In 1902 werd hij nuntius in Brazilië, en in 1906 in Portugal. Dat land moest hij in 1910 verlaten toen een revolutie een einde maakte aan het Koninkrijk Portugal.
Hij werkte gedurende de Eerste Wereldoorlog op het Staatssecretariaat van de Heilige Stoel. Paus Benedictus XV creëerde hem tijdens zijn eerste consistorie, op 16 december 1915 kardinaal. De Santi Silvestro e Martino ai Monti werd zijn titelkerk. Kardinaal Tonti werd vervolgens in 1917 prefect van de H. Congregatie voor de Religieuzen. Hij zou het blijven tot zijn dood.
- Gemeinsame Normdatei: 1280948469
- International Standard Name Identifier: 0000 0003 7681 0408
- SNAC: w61k2463
- Virtual International Authority File: 253782449